# Willem Janssen (voetballer, 1880)

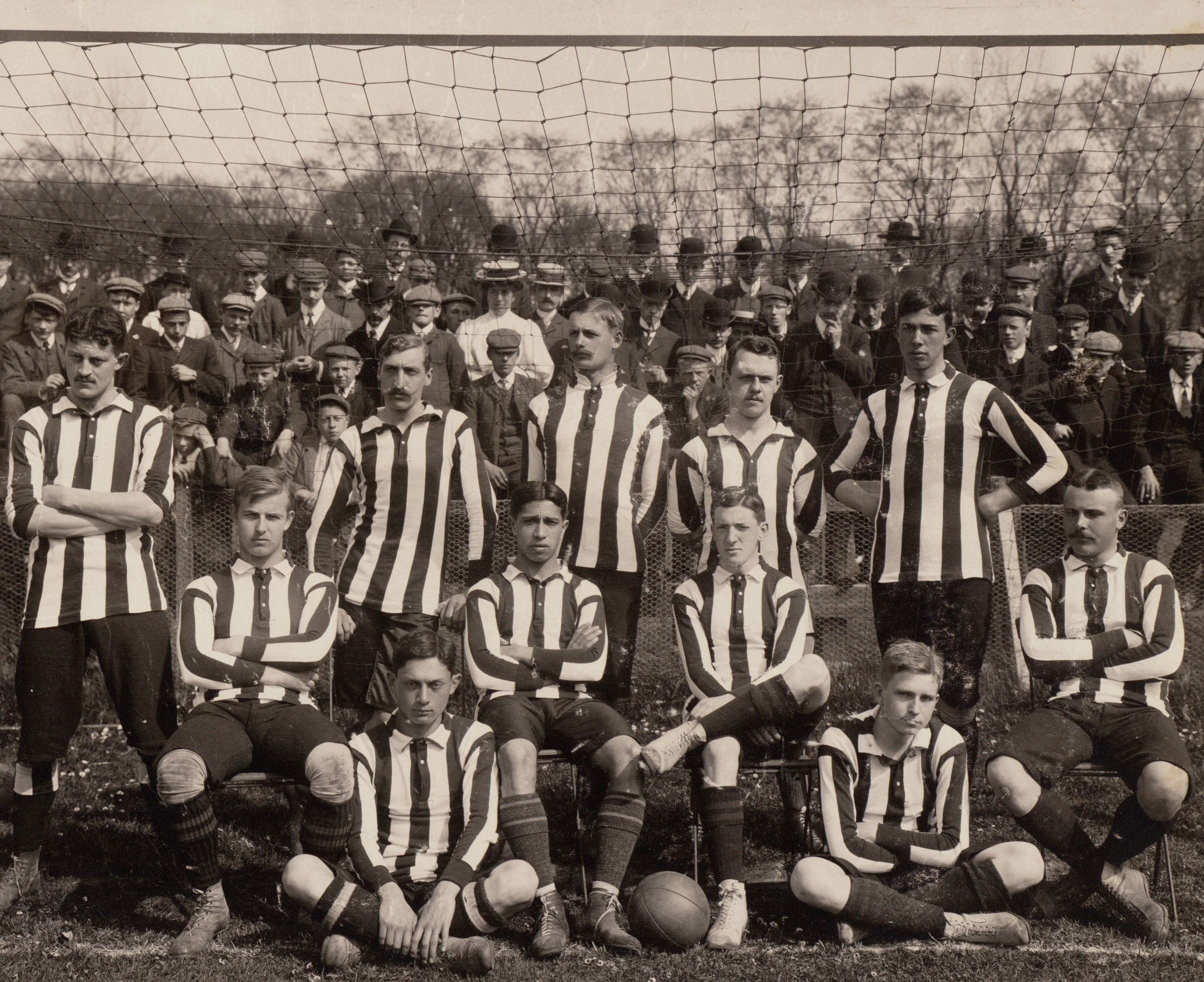
Willem Janssen in 1907 (staand, 2e van links)

Willem Gerhard Janssen (Lonneker, 11 juni 1880 – Enschede, 8 september 1976) was een Nederlands voetballer. Hij speelde als verdediger.

## Loopbaan
Janssen kwam uit voor de Enschedese voetbalclub Prinses Wilhelmina. Met deze club werd hij in 1904, 1905, 1906 en 1907 kampioen van de oostelijke afdeling. Tot een nationaal kampioenschap kwam het echter niet.
Hij kwam tot drie interlands voor het Nederlands voetbalelftal. Hij debuteerde op 1 april 1907 in een met 1-8 verloren wedstrijd tegen het nationale amateurteam van Engeland. In datzelfde jaar speelde hij nog twee interlands, beiden tegen België.